# Dumbrava (Poiana Cristei), Vrancea
Dumbrava (în trecut, Calicu) este un sat în comuna Poiana Cristei din județul Vrancea, Muntenia, România.